# انتشار الختان

معدلات انتشار الختان وفقًا لمنظمة الصحة العالمية عام 2007

يُقصدُ هنا بانتشار الختان نسبة الذكور الذين تمّ ختانهم في مُختلف مناطق العالم. بشكلٍ عام؛ تختلفُ هذه النسب على نطاق واسع من بلدٍ أو منطقة إلى أخرى ففي حين تُسجّل ما نسبتهُ 0% في هندوراس؛ تصلُ ذات النسبة في إسبانيا إلى 7% مُقابل 3.8% في المملكة المتحدة و45% في جنوب أفريقيا إلى 82.5% في الولايات المتحدة فيما تُسجّل أكثر من 90% في معظم البلدان ذات الأغلبية المسلمة. في عام 2007؛ نشرت منظمة الصحة العالمية تقريرًا لها حول نسبة انتشار الختان ووُجدَ أنّ 33% من الذكور البالغين في جميع أنحاء العالم (الذين تتجاوز أعمارهم الـ 15 سنة) مختونين؛ ثلثي هذه النسبة من الدول المسلمة.

## نظرة عامة
تنتشرُ ثقافة ختان الذكور في العالم الإسلامي وفي إسرائيل بسبب المعتقدات الدينية للمسلمين واليهود إلا أن بعض غير المسلمين الذين يعيشون في البلدان ذات الأغلبية المسلمة مثل الأرمن والآشوريين لا يُطبقون الختان. تنتشرُ هذه الثقافة في بعض البلدان ذات الأغلبية المسلمة في جنوب شرق آسيا مثل إندونيسيا وماليزيا كما تحظى ببعض الانتشار في دول قارة آسيا وبخاصّة في جمهورية كوريا الجنوبية والفلبين. غالبًا ما تُمارس هذه الثقافة في أجزاء من قارة أفريقيا كجزء من العادات والتقاليد القبلية أو الدينية. تنتشرُ هذه الثقافة كذلك في الولايات المتحدة إلّا أنها عرفت انخفاضًا كبيرًا في السنوات الأخيرة لعدّة أسباب. في المقابل؛ سُجّلت معدلات أقل بكثير في معظم دول أوروبا وأجزاء من أفريقيا الجنوبية، أوقيانوسيا،أمريكا اللاتينية، أمريكا الجنوبية، أمريكا الوسطى، منطقة البحر الكاريبي والمكسيك.
أستراليا وكندا وأيرلندا ونيوزيلندا والمملكة المتحدة من بينِ البلدان التي شهدت انخفاضا في ختان الذكور في العقود الأخيرة؛ في حين كانت هناك مؤشرات على تزايد هذه النسبة في جنوب أفريقيا وذلك لمجموعة منَ الأسباب بما في ذلك الحماية من فيروس نقص المناعة البشرية المُكتسب.

## أفريقيا
تشير الدراسات إلى أن حوالي 62% من الأفارقة الذكور غير مختونين. ومع ذلك؛ فإنّ المعدلات تختلف على نطاق واسع بين مختلف المناطق وما بين الجماعات العرقية والدينية حيثُ يتركّز المسلمون في شمال أفريقيا ويُمارسون الختان لأسباب دينية فيما تنتشرُ الظاهرة في أفريقيا الوسطى كجزء من الطقوس القبلية أو العُرف المحلي أمّا في الجنوب فصارت معروفة بسببِ نصائح منظمة الصحة العالمية وذلكَ للوقاية من الإيدز.
| الدولة                       | منظمة الصحة العالميّة (2006) | تقرير وليامز (2006) | تقرير موريس (2016) |
| ---------------------------- | --------------------------- | ------------------- | ------------------ |
| أنغولا                       | >80                         | 66                  | 57.5               |
| جمهورية أفريقيا الوسطى       | 20–80                       | 67                  | 63                 |
| تشاد                         | >80                         | 64                  | 73.5               |
| الكونغو                      | >80                         | 70                  | 70                 |
| جمهوريّة الكونغو الديموقراطية | >80                         | 70                  | 97.2               |
| الغابون                      | >80                         | 93                  | 99.2               |
| بوروندي                      | <20                         | 2                   | 61.7               |
| جيبوتي                       | >80                         | 94                  | 96.5               |
| إرتيريا                      | >80                         | 95                  | 97.2               |
| إثيوبيا                      | >80                         | 76                  | 92.2               |
| كينيا                        | >80                         | 84                  | 91.2               |
| رواندا                       | <20                         | 10                  | 13.3               |
| الصومال                      | >80                         | 93                  | 93.5               |
| السودان                      | 20–80                       | 47                  | 39.4               |
| تنزانيا                      | 20–80                       | 70                  | 72                 |
| أوغندا                       | 20–80                       | 25                  | 26.7               |
| بوتسوانا                     | <20                         | 25                  | 15.1               |
| ليسوتو                       | 20–80                       | 0                   | 52                 |
| مالاوي                       | <20                         | 17                  | 21.6               |
| الموزمبيق                    | 20–80                       | 56                  | 47.4               |
| ناميبيا                      | <20                         | 15                  | 25.5               |
| جنوب أفريقيا                 | 20–80                       | 35                  | 44.7               |
| إسواتيني                     | <20                         | 50                  | 8.2                |
| زامبيا                       | <20                         | 12                  | 21.6               |
| زيمبابوي                     | <20                         | 10                  | 9.2                |
| البنين                       | >80                         | 84                  | 92.9               |
| بوركينا فاسو                 | >80                         | 89                  | 88.3               |
| الكاميرون                    | >80                         | 93                  | 94                 |
| غوينيا                       | >80                         | 86                  | 87                 |
| غامبيا                       | >80                         | 90                  | 94.5               |
| غانا                         | >80                         | 95                  | 91.6               |
| غوينا                        | >80                         | 83                  | 84.2               |
| غوينا بيساو                  | >80                         | 91                  | 93.3               |
| ساحل العاج                   | 20–80                       | 93                  | 96.7               |
| ليبيريا                      | >80                         | 70                  | 97.7               |
| مالي                         | >80                         | 95                  | 86                 |
| موريتانيا                    | >80                         | 78                  | 99.2               |
| النيجر                       | >80                         | 92                  | 95.5               |
| نيجيريا                      | >80                         | 81                  | 98.9               |
| السنغال                      | >80                         | 89                  | 93.5               |
| سيراليون                     | >80                         | 90                  | 96.1               |
| توغو                         | >80                         | 93                  | 95.2               |

### أقل من 20%
بوتسوانا، رواندا، إسواتيني وزيمبابوي.

### بين 20% و80%
أنغولا، بوروندي، جمهورية أفريقيا الوسطى، تشاد، جمهورية الكونغو، ليسوتو، مالاوي، موزمبيق، ناميبيا، جنوب أفريقيا، السودان، تنزانيا، أوغندا وزامبيا.

#### جنوب أفريقيا
يُقدّر أن 44.7% من الذكور غير مختونين في جنوب أفريقيا فيما ذكرت دراسة أخرى أن 48.2% من الأفارقة السود مختونين؛ 32.1% منهم لأسباب دينيّة مُقابلَ 13.4% لأسباب طبية.

### أكثر من 80%
بنين، بوركينا فاسو، الكاميرون، جمهورية الكونغو الديمقراطية، كوت ديفوار، جيبوتي، غينيا الاستوائية، إريتريا، إثيوبيا، الغابون، غامبيا، غانا، غينيا، غينيا-بيساو، كينيا، ليبيريا، مالي، موريتانيا، النيجر، نيجيريا، السنغال، سيراليون، الصومال وتوغو.

## الأمريكتين

### أقل من 20%
الأرجنتين، بوليفيا، البرازيل، شيلي، كولومبيا، كوستاريكا، كوبا، جمهورية الدومينيكان، السلفادور، إكوادور، غيانا الفرنسية غواتيمالا، غيانا، هايتي، هندوراس، جامايكا، المكسيك، نيكاراغوا، بنما، باراغواي، بيرو، بورتوريكو، جزر البهاما، ترينيداد وتوباغو، أوروغواي وفنزويالا.
ينتشرُ الخِتان بنسبة 6.9% في كولومبيا و7.4% في البرازيل (13% في ريو دي جانيرو)، فيما يُسجل نسبًا أكبر في المكسيك تُقدّر بنحو 10% حتّى 31%.

### بين 20% و80%

#### كندا

معدلات ختان الذكور حسب مقاطعات كندا في الفترة 2006-2007.

يختلفُ الأمر مع كندا حيثُ انتشرت هذهِ الظاهرة خلال 1900 وذلك لمنع الاستمناء حسب ما كان شائعًا حينها ولكنّها عرفت انخفاضًا في الجزء الأخير من القرن العشرين وخاصة بعد عام 1975. تُشير تقديرات مجتمع الطب الكندي إلى أنه في عام 1970؛ كان هناكَ 48 في المئة من الذكور مختونين، ولكنّ الدراسات التي أجريت في 1977 - 1978 كشفت عن وجود تباين واسع في انتشار الختان بين مختلف المقاطعات والأقاليم فعلى سبيل المثال لا الحصر؛ 74.8% من الذكور في يوكون مختونين في حين تبلغُ النسبة نيوفندلاند ولابرادور 1.9 إلى 2.4 في المئة فقط. استمرّت المعدلات في الانخفاض وخاصّة في أونتاريو التي سجّلت نسبة انخفاض في 1994-95 بلغت 29.9%. وجدت دراسة كندية حول الموضوع في 2006/2007 ونُشرت في عام 2009 أنّ ختان الأطفال حديثي الولادة بلغَ معدل 31.9% في حين سُجلّت معدلات قريبة من الصفر في نيوفاوندلاند ولابرادور مُقابلَ 44.3% في ألبرتا.
| نيوفاوندلاند ولابرادور                                         |      |
| جزيرة الأمير إدوارد                                            | 39.2 |
| نوفا سكوتيا                                                    | 6.8  |
| نيو برونزويك                                                   | 18.0 |
| كيبيك                                                          | 12.3 |
| أونتاريو                                                       | 43.7 |
| مانيتوبا                                                       | 31.6 |
| ساسكاتشوان                                                     | 35.6 |
| ألبرتا                                                         | 44.3 |
| كولومبيا البريطانية                                            | 30.2 |
| يوكون                                                          |      |
| الأقاليم الشمالية الغربية                                      | 9.7  |
| نونافوت                                                        |      |
| كندا                                                           | 31.9 |
| الفراغ يُشير إلى تسجيل معدلات قريبة من الصفر أو لا معطيات دقيقة |      |
| المصدر: تجارب مسح معهد الأمومة الكندي                          |      |

#### الولايات المتحدة
تعتمدُ مراكز مكافحة الأمراض واتقائها في الولايات المتحدة على مصدرين لتتبع معدلات الختان؛ الأوّل هو استقصاء الصحة الوطنية وفحص التغذية الذي يسجل عدد المختونين في أي وقت وفي أي مكان أمّا المصدر الثاني فهو المستشفى الوطني للمسح والذي يعملُ على تسجيل حالات الختان التي تتمّ خارج المستشفيات أو في أماكن أخرى.
حسبَ إحصائية موجزة نُشرت في فبراير/شباط 2012؛ فإنّ نسبة الختان قد انخفضت من حوالي 60% في عام 2000 إلى 54.5% في عام 2009. بحلول عام 2010؛ أبلغَ مركز مكافحة الأمراض واتقائها عن انخفاض حاد في معدلات الختان للمواليد الجدد من 56% في عام 2007 إلى أكثر من 30% في عام 2009 ولكن هذه الأرقام استندت على دراسة غير شاملة مما تسبب في انتقادات لاذعة لمركز مكافحة الأمراض الذي رفض طلبات التعليق على موثوقية الدراسة.

معدل الذكور المختونين في الولايات المتحدة حسب الولايات في عام 2009 وذلكَ استنادًا إلى بيانات وكالة أبحاث الرعاية الصحية والجودة.

وجدت دراسة أمريكيّة أنّ نسبة الختان لم تتأثر على مدى السنوات حيثُ كانت تشهدُ انخفاضًا في ولاية فيما ترتفعُ في ولاية أخرى وهكذا. حسبَ دراسة أخرى نُشرت في أوائل عام 2009؛ وُجدَ أنّ 24% منَ الذكور حديثي الولادة قد تمّ ختانهم. وقد أظهرت دراسات أخرى ارتفاع هذه النسبة بسببِ المهاجرين القادِمين من شرق آسيا، جنوب شرق آسيا، جنوب آسيا وبلدان أمريكا الجنوبية.

## آسيا

### أقل من 20%
بوتان، بورما، الصين،  كمبوديا، الهند، اليابان، لاوس، منغوليا، نيبال، كوريا الشمالية، بابوا غينيا الجديدة، سري لانكا، سنغافورة، تايوان، تايلاند وفيتنام.
بشكلٍ عام ينتشرُ الختان في كمبوديا بنسبة قليلة وتُفيد التقارير بأنّ 3.5% فقط من الذكور الكمبوديين مختونين أمّا في الصين فلا تتجاوزُ النسبة 14%.

### بين 60% و80%
إندونيسيا، كازاخستان، ماليزيا وكوريا الجنوبية.

#### كوريا الجنوبية
صارَ الختان ظاهرة في كوريا الجنوبية وعرفَ انتشارًا كبيرًا هناك فحسبَ دراسة أُجريت عام 2001 فإنّ 78% من الرجال في كوريا الجنوبيّة قد تمّ ختانهم. انتشرت تقارير في وقتٍ ما تُفيد بأنّ كوريا الجنوبية من بينِ أكثر الدول في قارة آسيا ممارسة للخِتان وبِحسب دراسة أخرى أُجريت في عام 2002 فإنّ 86.3% من الذكور الكوريين الذين تتراوح أعمارهم بين 14 إلى 29 سنة قد تمّ ختانهم. فيما بلغت النسبة في 2012 75.8% من نفس الفئة العمرية.

### أكثر من 80%
أفغانستان، البحرين، بروناي، إيران، العراق، إسرائيل،  باكستان،  الأردن، الكويت، قيرغيزستان، لبنان، عمان، فلسطين، الفلبين، قطر، المملكة العربية السعودية، سوريا، طاجيكستان، تركمانستان، أوزبكستان، الإمارات العربية المتحدة واليمن.
ينتشرُ الختان في الفلبين بشكلٍ كبير وتصلُ نسبة المختونين في هذا البلد إلى 92.5%. جديرٌ بالذكرِ هنا أنّ معظم عمليات الختان تتمّ بينَ 11 وَ13 سنة.

## أوروبا

### أقل من 20%
أرمينيا، النمسا، روسيا البيضاء، بلجيكا، بلغاريا، كرواتيا، الجمهورية التشيكية، قبرص، الدنمارك، استونيا، فنلندا، فرنسا، جورجيا، ألمانيا،  اليونان، المجر، آيسلندا، إيرلندا، إيطاليا، لاتفيا، ليتوانيا، مولدوفا، هولندا، النرويج، بولندا، البرتغال، رومانيا، روسيا، سلوفاكيا، سلوفينيا، إسبانيا، صربيا، السويد، سويسرا، أوكرانيا والمملكة المتحدة.
حسبَ دراسة استقصائية وطنية جرت عام 2000؛ وُجدَ أن 15.8% من الرجال أو الأولاد في المملكة المتحدة مختونين. حسب تقرير آخر فإنّ نسبة الختان في المملكة المتحدة قد انخفضت من 35% في 1930 إلى 6.5% فقط في منتصف 1980. وجدت ذات الدراسة أنّ ما يقدر بنحو 3.8% من الأطفال الذكور في المملكة المتحدة في عام 2000 قد تمّ ختانهم. ذكر الباحثون أن الكثير من الأولاد، وخاصة الذينَ تحت سن الخامسة يجري ختانهم بسبب خطأ في تشخيص الشبم. أمّا في فنلندا فإنّ معدل انتشار الختان هو 2-4% وفقًا للبيانات التي نُشرت مؤخرًا من قبل وزارة الصحة الفنلنديّة. يختلفُ الوضع في ألمانيا قليلًا حيث أظهر مسح وطني أنّ 10.9% من الأولاد في عمر 0-17 مختونين ونفس الأمر بالنسبة لفرنسا تقريبًا حيثُ يُشير المسح الوطني الذي أجراهُ معهد سوفريس عام 2008 إلى أنّ 14% من الرجال مختونين. في إسبانيا؛ تبلغُ النسبة 6.6% فقط ولا معلومات وافية حول الموضوع. أمّا في الدنمارك وحسب بحثٍ أُجريَ في عام 1986؛ وُجدَ أنّ 511 طفلًا من حوالي 478,000 والذين تتراوح أعمارهم بين 0-14 عاما قد تمّ ختانهم ويتوافقُ هذا النسبة التي تقولُ أنّ 1.6% من الذكور الدنماركيين قد ختنوا قبل سنّ الخمسة عشر عاما. في سلوفينيا؛ وحسب جرد حصلَ في 1999 - 2001 حولَ عيّنة من السكان الذين تتراوح أعمارهم بين 18-49 سنة؛ وُجدَ أنّ 4.5% منَ الذكور السلوفينيين مختونين وقد عرفت هذه الظاهرة انتشارًا بين الجماعات الدينية حيثُ تبلغُ ما نسبتهُ 92.4% في صفوف المسلمين مقابل 1.7% في صفوف الكاثوليك و0% لدى باقي الديانات مُقابلَ 7.1% في صفوف اللادينيين.

### بين 20% و80%
ألبانيا وكوسوفو وجمهورية مقدونيا والبوسنة والهرسك.
في ألبانيا مثلًا؛ وخلال 2008-09 كانت نسبة الرجال في العمر 15-49 المختونين قد بلغت 47.7%، لكنّ المعدل انخفضَ في 2017-18 إلى 36.8%.

### أكثر من 80%
أذربيجان وتركيا

### غير معروف
أندورا، كرواتيا، لكسمبرغ، ليختنشتاين، مالطا، موناكو، سان مارينو والفاتيكان.

## أوقيانوسيا

### أستراليا
وصلَ الختان إلى ذروتهِ في أستراليا في 1950 حيثُ أكثر من 80% من الذكور مختونين لكنّ هذه النسبة انخفضت باطراد إلى ما يقدر بنحو 26% في عام 2012. لقد انخفضَ معدل الختان بسرعة على مر السنين ويقدر الآن أن ما يقرب من 80 في المئة من الذكور تحتَ 35 سنة غير مختونين. في إحصاء جديد تمّ عام 2005؛ وُجدَ أن 58% من الذكور مختونين كما لاحظت الدراسة أنّ هذه الظاهرة تنتشرُ في صفوف الذكور القادمين لأستراليا مقارنة بمواليد البلد. قامَت كلية الأطباء الملكية الأسترالاسية (RACP) عام 2010 بجردٍ وجدت فيهِ أنّ 10 إلى 20% من الأطفال حديثي الولادة يتمّ ختانهم،  في المُقابل تُظهر سجّلات الرعاية الطبية في أستراليا انخفاضًا في عدد الذكور الذين تقل أعمارهم عن ستة أشهر والذين خضعوا للختان من 19,663 في 2007/08 إلى 6309 (4%) في 2016/17.

### نيوزيلندا
ووفقا لمنظمة الصحة العالمية فإن أقل من 20% من الذكور غير مختونين في نيوزيلندا (إحصائيات عام 2007). بشكلٍ عام فإنّ الختان لأسباب ثقافيّة أو دينية لم يعد شائعًا في نيوزيلندا كما لم تعد المستشفيات العامة تدعمهُ وكذا الدولة. في دراسة أجريت على الرجال الذين ولدوا في 1972-1973 في دنيدن؛ وُجدَ أنّ 40.2% تمّ ختانهم. وفي دراسة أخرى أُجريت على الرجال الذينَ ولدوا في عام 1977 في كرايستشيرش وُجدَ أنّ 26.1% تم ختانهم. ثمّ في دراسة ثالثة أُجريت عام 1991 في وايكاتو وُجدَ أن 7% من الأطفال الذكور تم ختانهم. كل هذه الدراسات والبيانات تُشير إلى اختلاف النسب وتمازيها حسب المنطقة كما هوَ الحالُ في كندا.

### جزر المحيط الهادئ
ينتشرُ الختان في جزر المحيط الهادئ لأسبابٍ ثقافيّة.